# Brookville, Indiana
Brookville är administrativ huvudort i Franklin County i Indiana. Ortnamnet hedrar modern till Brookvilles grundare Jesse Brooks Thomas. Vid 2010 års folkräkning hade Brookville 2 596 invånare.

## Kända personer från Brookville
- John St. John, politiker
- Lew Wallace, militär